# حسن فولادي
حسن فولادي كان كاتبا و مفكرا و مؤلف كتاب (الهزارة) و هو كتاب عن شعب الهزارة.

## الولادة والعائلة
حسن، ولد في كويته، باكستان في عائلة هزارة.